# Matthias Friedrich Watson
Matthias Friedrich Watson (lettisch Matīss Frīdrihs Vatsons; * 18. Januar 1732 in Königsberg; † 8. März 1805 in Mitau) war ein deutscher Lehrer.

## Leben

### Herkunft und Familie
Watsons entstammte einer ursprünglich schottischen Familie. Seine Eltern waren der preußische Kriegs- und Domänenrat Matthias Watson und Johanna Albertine, geb. von Sommerfeld. Er war seit 1772 mit Agathe Dullo († 1801) verheiratet, mit der er drei Töchter und zwei Söhne hatte, darunter der Pastor Karl Friedrich Watson (1777–1826).

### Werdegang
Watson besuchte in den Jahren 1738 bis 1746 das Collegium Fridericianum und studierte anschließend von 1746 bis 1752 an der Albertus-Universität Königsberg. Seine Ausbildung schloss er dort 1753 als Mag. phil. ab, immatrikulierte sich jedoch im selben Jahr in Frankfurt/Oder, weitere Studien in Berlin, Göttingen und Kassel folgten.
Von 1756 bis 1759 lehrte er als außerordentlicher Professor für Dichtkunst an der Albertus-Universität in Königsberg. Im Jahr 1759 wechselte er nach Mitau, wo er bis 1774 und noch einmal von 1781 bis 1804 Rektor der Großen Stadtschule war. In den Jahren 1774 bis 1805 lehrte er die lateinische Sprache und Literatur an der Academia Petrina in Mitau.
Watson war Mitglied der Königlich Deutschen Gesellschaft und Redakteur der Mitauschen Zeitung. Er hat einige Aufsätze, Abhandlungen und Reden in lateinischer und deutscher Sprache verfasst.